# Сизых, Сергей Евгеньевич
Сергей Евгеньевич Сизых (11 сентября 1902, с. Тасеево, Тасеевская волость, Канский уезд, Енисейская губерния, Российская империя — 17 июля 1938, Красноярск, РСФСР, СССР) — советский партийный и государственный деятель. Первый секретарь Хакасского обкома КПСС (1931—1936). Делегат 6, 7 съездов Советов СССР, XVII съезда ВКП(б).

## Биография
Родился 11 сентября 1902 в селе Тасеево Тасеевской волости Канского уезда Енисейской губернии Российской империи (ныне село в составе Тасеевского района Красноярского края России), в семье казачьего урядника. Окончил сельскую школу в Тасеево. В 1917—1919 годах учился в Канском реальном училище, работал учеником наборщика в типографии, чернорабочим на железной дороге.
С 1920 года — член ВКП(б). В 1920—1922 годах — руководитель Канской уездной комсомольской организации. Затем один из паарторганизаторов Канского уезда. В 1925—1927 годах — секретарь Минусинского окружного комитета партии. После краткой работы первым секретарем Бийского горкома партии на Алтае, в 1928 году был приглашен на работу в Новосибирск в качестве заведующего организационно-партийным отделом Западно-Сибирского крайкома ВКП(б).
В феврале 1931 года был утвержден первым секретарем областного комитета партии только что образованной Хакасской автономной области. Хорошо зная сибирские кадры, собрал в Хакасии умелых организаторов, выдвигал на руководящие должности представителей местного национального населения — М. Г. Торосова, Г. Н. Кучендаева, Н. И. Конгарова, И. М. Киштеева, И. К. Интутова, А. М. Аргудаева и других.
Вместе с М. Г. Торосовым в 1935 году была разработана программа на пятилетие по значительному экономическому и социально-культурному развитию Хакасии, которая была утверждена ВЦИК.
В октябре 1936 года был направлен на Высшие курсы партийных организаторов при ЦК партии. Летом 1937 года был арестован и этапирован в Красноярск. Обвинялся в контрреволюционной деятельности по статьям 58-2, 58-8, 58-11 УК РСФСР. Расстрелян 17 июля 1938 года в Красноярске.
Реабилитирован 22 сентября 1956 года ВК ВС СССР (П-5278).